# لوكيميا الوحيدات الحادة
لوكيميا الوحيدات الحادة أو ابيضاض الوحيدات  (AMoL أو AML-M5)  (بالإنجليزية: Monocytic leukemia) يعتبر نوع من أنواع ابيضاض الدم النقوي الحاد.

## التشخيص
وفقا لمنظمة الصحة العالمية حتى يتم التشخيص على أن المرض هو ابيضاض الوحيدات ،فيجب أن يمتلك المريض أكثر من 20% من الأرومات (blasts) في نخاع العظم ومن هذه النسبة  حوالي  80% منهن عبارة عن خلايا  أرومات وحيدات النواة أو غيرها من وحيدات النواة غير الناضجة .
يمكن تصنيف ابيضاض الوحيدات حسب نسبة الخلايا الأرومية الوحيدية في نخاع العظم إلى :
- ابيضاض دم الأرومات الوحيدية النقوي الحاد (M5a) (بالإنجليزية: acute monoblastic leukemia): إذا كانت في الغالب نسبة الأرومات الوحيدية  أكبر من 80% من أرومات النخاع .
- ابيضاض الدم الوحيدي النقوي الحاد (M5b)(بالإنجليزية: acute monocytic leukemia ) : إذا كان خليط  الأرومات الوحيدية (monoblasts) و سليفات الوحيدات (promonocytes) يشكلون نسبة  أصغر من 80% من الأرومات في النخاع ويعتبر ابيضاض الدم الوحيدي النقوي الحاد نوع من أنواع أمراض كثرة المنسجات.

## الأسباب
ابيضاض الوحيدات بنوعيه أسبابه مرتبط عادة باضطراب في الكروموسومات وعادة ما يكون الكروموسوم 11 إما اضطراب في القطعة 23 من الكروموسوم 11 (11q23) أو حصول انتقال كروموسومي بين الكروموسومين 9 و 11 (11;9)t .

## العلاج
يعالج ابيضاض الوحيدات  باستعمال العلاج الكيميائي المكثف (مثل  الأنثراسيكلين) أو بزرع نخاع العظم.